# Maestrale-klass
Maestrale-klassen var en klass av jagare som byggdes för Regia Marina (den kungliga italienska flottan) och tjänstgjorde under andra världskriget.

## Design och beskrivning
Maestrale-klassen var en helt ny design som var avsedd att åtgärda stabilitetsproblemen hos den föregående Folgore-klassen. De hade en total längd på 106,7 meter. Fartygen hade en bredd på 10,15 meter och ett medeldjupgående på 3,31 meter och 4,3 meter vid full last. Deras deplacement var 1 640 ton vid normal last och 2 243 ton vid full last. Under krigstid hade de 190 officerare och sjömän.
Maestrale-klassen drevs av två växlade Parsons-ångturbiner som var och en drev en propelleraxel med hjälp av ånga från tre ångpannor. Turbinerna var konstruerade för att producera 44 000 hästkrafter (33 000 kW) och en hastighet på 32-33 knop (59-61 km/h) under drift, men de nådde hastigheter på 38-39 knop (70-72 km/h under vissa provseglingar. Fartygen hade tillräckligt med brännolja för att ge dem en räckvidd på 2 600–2 800 nautiska mil (4 800-5 200 km) vid en hastighet av 18 knop (33 km/h) och 690 nautiska mil (1 280 km) vid en hastighet av 33 knop (61 km/h).
Deras huvudbatteri bestod av fyra 50-kalibriga 12 cm sjömålskanoner i två dubbelkanontorn, ett vardera för och akter om överbyggnaden. Midskepps fanns ett par 15-kalibriga 12 cm-lysgranatskastare. Luftvärnet bestod av fyra 13,2-millimeters kulsprutor. De var utrustade med sex 53,3 cm torpedtuber i två trippelfästen midskepps. Även om fartygen inte var utrustade med sonar för ubåtsjakt var de försedda med ett par sjunkbombskastare. Maestrale-klassen kunde bära 56 sjöminor.

## Skepp i klassen
- Maestrale

Byggd av CT Riva Trigoso, färdigställdes den 2 september 1934.
Skadades av en mina den 9 januari 1943 och borrades i sank den 9 september 1943 under det italienska vapenstilleståndet medan hon reparerades i Genua.
- Grecale

Byggd av CNR Ancona, färdigställdes den 15 november 1934.
Hon överlevde kriget och tjänstgjorde i Marina Militare fram till 1964.
- Libeccio

Byggd av CNR Ancona, kölsträckt den 29 september 1931, sjösatt 4 juli 1934, färdigställdes den 23 november 1934.
Sänktes den 9 november 1941 av den brittiska ubåten Upholder.
- Scirocco

Byggd av CT Riva Trigoso, färdigställd den 21 oktober 1934.
Sjönk i en storm efter det andra slaget om Sirte den 23 mars 1942, med endast två överlevande ur besättningen.